# Đỗ Huy Uyển
Đỗ Huy Uyển (chữ Hán: 杜 輝 琬, 1815 - 1882), húy Mâu, tự Viên Khuê và Tân Giang; là quan triều Nguyễn trong lịch sử Việt Nam.

## Tiểu sử
Ông sinh giờ Sửu ngày 7 tháng 11 năm Ất Hợi (1815) tại làng La Ngạn, xã Yên Đồng, huyện Ý Yên, tỉnh Nam Định. Ông là con trai cả của Cử nhân Đỗ Huy Cảnh và là cha của Hoàng giáp Đỗ Huy Liêu.

## Thi đỗ, làm quan
Năm Canh Tý (1840, dưới triều vua Minh Mạng, Đỗ Huy Uyển thi đỗ Cử nhân tại trường thi Nam Định.
Khoa Tân Sửu niên hiệu Thiệu Trị thứ nhất (1841), ông dự thi Hội, đỗ Phó bảng. Theo sách các nhà khoa bảng Việt Nam và truyện Cố Đô, khi vào thi đình, bài thi của ông được 12 điểm, là bài thi cao điểm nhất, đáng đỗ Đình Nguyên, nhưng vì bài kim văn có một câu viết khiếm trang nghĩa là " Vua phải sửa mình để tạ lỗi với trời". Các quan trường bẻ lỗi và tâu lên vua, nên bị giáng xuống Phó bảng. Sau khi thi đỗ ông được bổ chức Hàn lâm viện kiểm thảo, kiêm sung Thiệu Trị Văn quy biên tập.
Năm Tự Đức thứ nhất (1848), sung ông làm Kinh diên rồi bổ đi giữ chức Tri phủ Bình Giang.
Năm Giáp Dần (1854), thăng ông chức Hưng Tuyên Đạo Giám sát ngự sử.
Năm Ất Mão (1855), đổi ông làm Đốc học Vĩnh Long.
Năm Đinh Tỵ (1857), thăng ông làm Lễ bộ Tân Hưng Lang chung, sung nhân sự kiêm giám phúc kiểm.
Năm Kỷ Mùi 1859, nhân việc soạn chiếu dụ được vua Tự Đức khen ngợi ban hàm Thái thường thiếu khanh, Biện lý bộ Hộ sự vụ (nên được người đời gọi là Biện lý La Ngạn).

## Về nghỉ và mất
Năm Canh Thân (1860), ông bị ốm (đau mắt) nên cáo quan về nghỉ. Về quê, ông chuyên tâm cho việc viết sách và làm nghề dạy học., học trò theo học rất đông và có nhiều người đỗ đạt cao như con trai cả của ông là Đỗ Huy Liêu, đỗ Đình nguyên, Đệ nhị giáp Tiến sỹ xuất thân, Ông Nguyễn Văn Tính ở Cựu Hào, Vụ Bản đỗ Tiến sỹ...
Năm Nhâm Ngọ (1882), Đỗ Huy Uyển mất tại quê nhà, thọ 68 tuổi. Được tin ông mất, rất nhiều học trò đến viếng thầy, một trong những câu đối viếng của một quan nghè đã nói nên sự uyên bác về học vấn và sự tiếc nuối của ông khi bị mất danh hiệu Đình nguyên tại kỳ thi hội: " Phẫn uất tận bình khôi giáp tử, Văn chương tuyệt diệu lạc tinh rơi". Hiện ở thành phố Nam Định có phố mang tên Đỗ Huy Uyển và Ở quận Sơn Trà, thành phố Đà Nẵng, có con đường mang tên Đỗ Huy Uyển.

## Tác phẩm
Ông là tác giả các sách:
- Khải đồng thuyết ước
- Tự học cầu tinh
- Gia lễ tồn chân
- La Ngạn thi văn tập[4]